# Weaver-Schiene

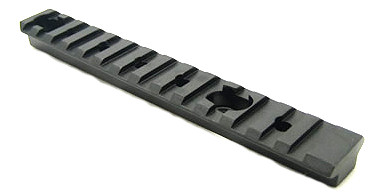
Weaver-Montageschiene

In der Waffentechnik für Handfeuerwaffen ist die Weaver-Schiene (englisch Weaver Rail oder auch Weaver Rail System) das weltweit erste standardisierte Schienensystem. Ihre Grundprinzipien wurden bereits in den 1930er Jahren entwickelt und eingeführt. Die Weaver-Schiene wurde ursprünglich als System entwickelt, um Zielfernrohre sicher an Waffen befestigen zu können und stellt eine besondere Form der Montage dar. In der Zwischenzeit wird sie auch benutzt, um neben Optiken auch anderes Zubehör wie Griffe, taktische Lampen oder Zweibeine an Gewehre, Pistolen, Bögen oder in jüngerer Zeit auch an Woodlandmarkierer im Paintball zu befestigen.
Die heutigen Weaver-Schienen entsprechen in ihrem prinzipiellen Aufbau einer „T-förmigen“ Schiene mit größeren Fasen und einer planen, breiten Oberseite, um dem Zubehörteil eine gute Auflagefläche zu bieten und gleichzeitig eine feste Klemmung zu ermöglichen. Darüber hinaus weist sie mehrere in der Breite gleiche Schlitze beziehungsweise Nuten quer zur Schiene auf, um die Positionierung des Zubehörs vorzunehmen und Rückstoßkräfte bei der Schussabgabe aufzunehmen.

## Geschichte und Technik
William Ralph Weaver (1905–1975) entwickelte in seiner 1930 gegründeten Firma W.R. Weaver Co. die Weaver-Schiene. Sie war damit die erste standardisierte Schienen-Zielfernrohrmontage für Gewehre, die bis zu diesem Zeitpunkt mit Gewindestiften direkt auf der Waffe angebracht wurden und sich ohne spezielle Werkzeuge nicht entfernen ließen.
Im Gegensatz zu den bis dahin eingesetzten Systemen wurde damit die Verbindung zwischen einem Weaver-Zielfernrohr, dem eigentlichen Weaver-Produkt, und der Schiene und nicht mit der Waffe an sich standardisiert. Die Konstruktion und Ausführung änderte sich im Laufe der Jahre mehrmals; so waren die ersten Schienen noch durchgängig und ohne Nuten.

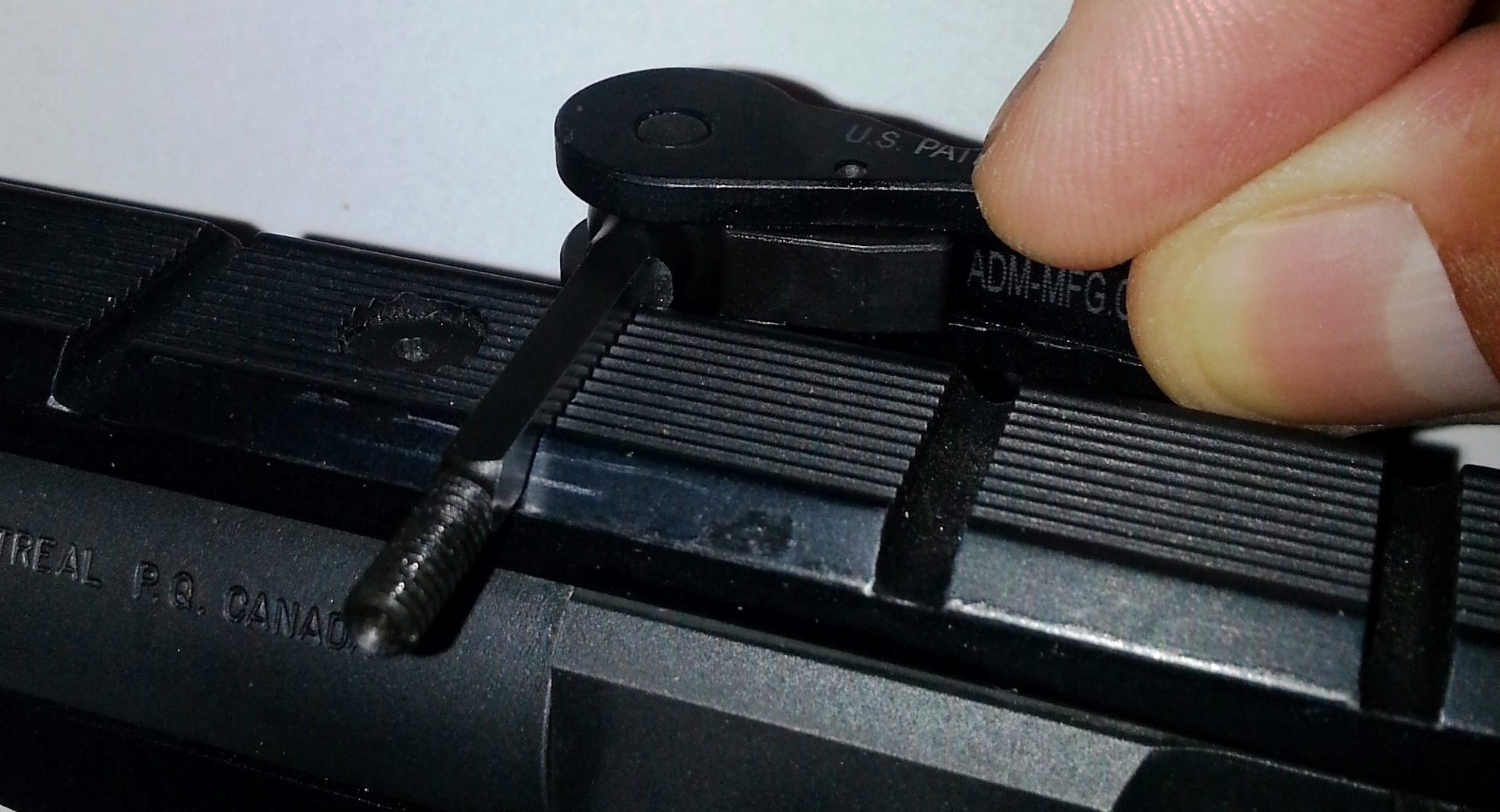
Detailaufnahme einer Weaver-Schiene mit Klemmbolzen

Die später eingefügten Quernuten, die dann eine einheitliche Breite von 0,180 Zoll bekamen, ermöglichen es, das Zubehörteil mit hoher Wiederholgenauigkeit nach der Demontage zu montieren, ohne beispielsweise erneut das Zielfernrohr auf der Waffe nachzujustieren oder die Waffe neu einzuschießen. Die Nuten der Weaver-Schiene dienen so vor allem der Platzierung und Verriegelung und der Aufnahme von Beschleunigungskräften, wie sie beim Schuss auftreten.
Ältere Weaver-Systeme besaßen noch zwei sehr kurze Schienen, die mit einem Abstand voneinander montiert wurden. Dies war in der Regel der Abstand, den der Auswerfer einnahm. Diesem System wurde am 24. März 1953 das Patent erteilt, welches bereits im Jahr 1949 eingereicht wurde. Durch Ausrichtungsprobleme der beiden Schienen zueinander wurden aber Spannungen im Zielfernrohr erzeugt, was zur Veränderungen der optischen Achse und damit der Schussgenauigkeit führte. Auch erforderte das zweiteilige System anspruchsvolle Toleranzen zueinander, um eine perfekte Ausrichtung zu gewährleisten, die nur mit Hilfe einer speziellen Vorrichtung („alignment sleeves“) erreicht werden konnte. Das zweiteilige System stieß auch dann an seine Grenzen, wenn nicht genügend Materialstärke zur Befestigung der beiden Schienen oder genügend Baulänge zur Verfügung stand. Mit der später realisierten einteiligen Schiene bleibt das Schienensystem hingegen sauber ausgerichtet und die früheren Probleme entfielen.
Die in den 1990er Jahren von der US-Armee am Standort Picatinny Arsenal entwickelte Picatinny-Schiene (STANAG 2324 oder MIL-STD 1913) ist im Endeffekt nur eine Standardisierung und Weiterentwicklung der Schlüsselkonzepte des Weaver-Systems. Sie ist mit der Weaver-Schiene auch teilweise kompatibel.

## Verwendung

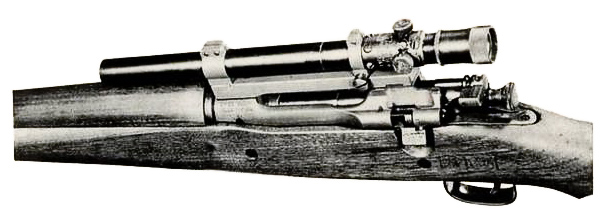
M1903-A4-Gewehr mit Zielfernrohr auf frühen Weaver-Schienen

Eine der ersten Verwendungen der Weaver-Schiene war der Einsatz auf dem Scharfschützengewehr Springfield 1903A4 im Zweiten Weltkrieg, welches ohne feste Visierung ausgeliefert wurde.
Sie wurde über Jahrzehnte weiterentwickelt. Durch den immer häufigeren Einsatz von Zubehörteilen wie Lichtquellen, Rotpunktvisieren oder Griffen wurde sie bei SWAT- und Spezialeinheiten immer weiter verbreitet, was schließlich zur Weiterentwicklung der Prinzipien durch A.R.M.S. (Atlantic Research Marketing Systems) in den 1980er Jahren und später zur Standardisierung durch das US-Militär im Entwicklungsstandort Picatinny Arsenal führte. Heute wird die Weaver-Schiene durch die weite Verbreitung der Picatinny-Schiene, die in Zukunft durch die NATO-Schiene abgelöst werden soll, im militärischen Umfeld praktisch nicht mehr verwendet.
Im polizeilichen und jagdlichen Umfeld und im Schießsport wird sie nach wie vor für Zielfernrohre und anderes Zubehör eingesetzt, da die mechanische Belastungen wie durch die Rückstoßkräfte und durch den allgemeinen Umgang mit der Waffe geringer sind. Gerade bei Leuchtpunktvisieren auf der Jagd werden sie häufig eingesetzt.
Sie ist heute neben der etablierten „20-mm-Breite“ auch als „Micro-Mount“ in einer Breite von 11 mm verfügbar. Auch heute finden weiter Entwicklungen im Bereich der oder in Referenzierung auf die Weaver-Schiene statt.

## Kompatibilität mit der Picatinny-Schiene
Die Picatinny-Schiene (MIL-STD-1913 oder STANAG 2324) ist eine Entwicklung aus der Mitte der 1990er Jahre und hat strengere Maß- und Toleranzstandards. Die Picatinny-Schiene hat ein nahezu identisches Profil wie die Weaver-Schiene, weist aber eine vergrößerte Schlitzbreite von 0,206 Zoll (5,23 mm) auf, um die größeren Rückstoßkräfte von Militärwaffen besser aufnehmen zu können. Im Gegensatz zur Weaver besitzt sie auch einen kontinuierlichen Schlitzabstand von 0,394 Zoll (10,01 mm). Daher passen Zubehörteile für die Weaver-Schiene meist auf Picatinny-Schienen, aber nicht umgekehrt, da die Weaver-Schiene keine Standardisierung des Nutabstandes und kleinere Nuten aufweist.
Ein weiterer Unterschied ist, dass der mittlere Teil der Weaver-Schienen – also der Teil zwischen der „gezahnten“ Schiene und dem Teil, der mit der Waffe verbunden ist – durchgängig aus Vollmaterial besteht, während Picatinny-Schienen gleichmäßige Durchbrüche an der Basis aufweisen, um Spannungen, die beispielsweise durch die Erwärmung der Waffe beim Schießen oder durch die mechanischen Auswirkungen der Schussabgabe entstehen, besser kompensieren zu können.